# Iris odontostyla
Iris odontostyla är en irisväxtart som beskrevs av Brian Frederick Mathew och Per Erland Berg Wendelbo. Iris odontostyla ingår i släktet irisar, och familjen irisväxter. Inga underarter finns listade i Catalogue of Life.